# Østlandet

Az Østlandet Norvégián belül

Østlandet (norvég Bokmål nyelvjárás, jelentése "a keleti ország") vagy Austlandet (norvég Nynorsk nyelvjárás) egyike Norvégia földrajzi régióinak, az ország délkeleti része. A következő megyéket (fylka) foglalja magába: Telemark, Vestfold, Østfold, Akershus, Oslo, Buskerud, Oppland és Hedmark.
Az Østlandet, "keleti ország' név a "nyugati országtól" (Vestlandet) különbözteti meg. A "Kelet-Norvégia" fordítás mégis helytelen, mivel Észak-Norvégia földrajzi régió keletebbre fekszik, mint az Østlandet. (Az északi Vardø város az oroszországi Szentpétervárral fekszik egy hosszúsági fokon.)

## Földrajza
A régiót északon és nyugaton hegyek határolják, keleten a svéd határ, délen pedig Viken történelmi régiója és a Skagerrak-szoros.
Hegyeinek legmagasabb csúcsa a 2649 méteres Galdhøpiggen a Jotunheimen-hegységben: ez (Grönlandot kivéve) a legmagasabb pont a skandináv országokban. A régió legészakibb részén helyezkedik el Dovrefjell-hegység, Lillehammertől északkeletre pedig a Rondane-hegység.
A hegyeket mély völgyek tagolják, keletről nyugat felé haladva a legfontosabbak Østerdal, Gudbrandsdal, Valdres, Hallingdal, Numedal és Telemark völgyei. Ezek közül Østerdalt sík fenyőerdők veszik körül, a többit azonban meredek hegyoldalak.
Az Oslo-fjord körüli terület és a régió északkeleti területei viszonylag síkok és intenzív mezőgazdaságnak adnak otthont (például Hedemark, Toten, Hadeland és Ringerike földjei). Ezeken a síkságokon a legmagasabb Norvégián belül a népsűrűség: a norvégok 40%-a Oslo 200 kilométeres körzetében él. A régió tengerpartjai (délen) bővelkednek a szigetekben, népszerű fürdőző és vitorlázó helyeket teremtve.

## Lakói, kultúrája
A délkeleti norvég nyelvjárások azonos hanglejtésűek, de nyelvtanban, szókincsben és kiejtésben változatosak. A belső, hegyvidéki területek – (Hedmark, Oppland, illetve Buskerud és Telemark belső részei – külön nyelvjárásokkal rendelkeznek és ezek közt van, amely még más norvégok számára is nehezen érthető. Telemark, Vestfold, Akershus, Buskerud, Oslo és Østfold) tengerparti területeinek nyelvjárásai közelebb állnak a sztenderd írott norvéghoz (bokmål).
Finnskogen keleti erdői a 17. századtól finn bevándorlók közösségeinek adtak otthont, akik még a 20. században is őrizték nyelvüket és kultúrájukat, mára azonban csak népzenei és konyhai hagyományok emlékeztetnek erre a kisebbségre. A régió északkeleti sarkában, Engerdal környékén élnek a norvégiai számik (kerülendő szóval "lappok") legdélibb csoportjai.
A hegyvidék völgyei jobban megőrizték hagyományos kultúrájukat, mint a városiasabb vidékek. Jellemző rájuk népzenéjük, konyhájuk, középkori fatemplomaik (stavkirke). A régióban sokan aggódnak amiatt, hogy a modernizáció – például a sokasodó síközpontok és a köréjük épülő üzletek, hotelek és egyéb épületek – káros hatásokkal járhat a hagyományos kultúrára.
A legkorábban iparosodott tengerparti régió norvég mércével sűrűn lakott. Lakói hagyományosan faexporttal és hajózással foglalkoztak, az ipari szektorban azonban hanyatlóban van a foglalkoztatás és egyre többen dolgoznak szolgáltatásokkal foglalkozó cégeknél. A tengerparti területek képe változatos, a modern nagyváros Oslótól a hagyományos tengerparti város Drøbakig és Tønsbergig, Norvégia legrégibb városáig.
Oslo, Norvégia fővárosa sok bevándorlót vonzott belföldről és külföldről egyaránt. A városnak nemzetközi hangulatot ad a sok mecset hindu szentély, szikh templom és buddhista sztúpa.